# 鍋島能弘
鍋島 能弘（なべしま のりひろ、1904年9月21日 - 1979年12月22日）は、日本のアメリカ文学者、翻訳家。お茶の水女子大学名誉教授。
佐賀県出身。1927年東京帝国大学英文科卒。第二次世界大戦後、東京大学教養学部教授、お茶の水女子大教授、立正大学教授、昭和女子大学教授を歴任。ウォルト・ホイットマンなどを研究、翻訳した。

## 著書
- 『英文学の教養』（創芸社、近代文庫） 1952
- 『アメリカ文学史』（弘文堂、アテネ新書） 1956
- 『ホイットマンの研究』（篠崎書林） 1960
- 『イギリス文学史大系 第4 19世紀』（東京大学出版会） 1961
- 『文体美学 批評の一方法として』（篠崎書林） 1962

## 翻訳
- 『文学の技法』（ラスルズ・アバクランビ、研究社、文学論パンフレット） 1934
- 『詩のために』（シェリ、織田正信共訳、東京堂） 1943
- 『美学通史』（バアナアド・ボサンケ、井上政次共訳、雄山閣） 1944
- 『ロビンソン・クルーソー』（デフォー、羽田書店） 1950
- 『草の竪琴』（トルーマン・カポート（カポーティ）、島村力共訳、新鋭社） 1956、のち西崎一郎共訳
- 『黒い地帯から』（ブッカー・T・ワシントン、新鋭社） 1957
- 『常識 コモンセンス』（トマス・ペイン、新鋭社） 1957
- 『白い沈黙 他 短編集』（ジャック・ロンドン、西崎一郎共訳、荒地出版社、現代アメリカ文学全集） 1958
- 『民主主義の予想』（ホイットマン、河出書房新社、世界大思想全集） 1959
- 『マーク・トウェーン短篇全集 第1巻』（マーク・トウェーン、鏡浦書房） 1959
- 『草の葉』全3巻（ホイットマン、杉木喬・酒本雅之共訳、岩波文庫） 1969 - 1971
- 『黄金の杯』（ジョン・E・スタインベック、乾幹雄共訳、和広出版） 1978